# Рональд Вейн
Рональд Джеральд Вейн (англ. Ronald Gerald Wayne, нар. 17 травня 1934) — засновник Apple Computer (нині — Apple Inc.) спільно зі Стівом Возняком і, пізніше, CEO Стівом Джобсом, незабаром відмовився від своєї частки в новій компанії в розмірі 2300 доларів США (відповідає 9 498 доларам США в 2017 році). Якби Вейн зберіг свої 10 % акцій компанії Apple Inc., то станом на березень 2017 року вона коштувала би понад 75,5 млрд доларів.

## Біографія
Вейн народився у Клівленді, штат Огайо, США. Спільно зі Стівом Джобсом працював у «Atari» до того, як він, Стів Джобс і Стів Возняк заснували «Apple Computer» 1 квітня 1976. Вейн створив перший логотип «Apple», написав тристоронню угоду про партнерство (англ. partnership agreement), а також написав перше керівництво для Apple I.
Вейн мав частку в 10 %, але продав її 12 квітня 1976 за 800 доларів США. Юридично всі члени компанії несуть особисту відповідальність за будь-які борги, що виникають через будь-якого іншого партнера; на відміну від Джобса і Возняка, Роберт мав власність, яка могла відійти на користь потенційних кредиторів. Невдача з компанією з виробництва слот-машин, створеної за 5 років до цього, також переважила на користь виходу з компанії.
У тому ж році венчурні інвестори Артур Рок (англ. Arthur Rock) і Майк Марккула допомогли з розробкою бізнес-плану та перетворенням організації в корпорацію. Вейн отримав чек на 1500 доларів за його відмову від будь-яких претензій до створеної компанії. У перший рік (1976) прибуток від продажів становила 174 000 доларів США. У 1977 продажі зросли до 2,7 мільйона доларів, в 1978 — до 7,8 мільйона, а в 1980 — до 117 мільйонів. Приблизно до 1982 річні прибутки «Apple» становили мільярди доларів США. Вейн заявив, що не шкодує про продаж акцій, тому що прийняв «найкраще рішення з усіх можливих, маючи на той момент на руках той обсяг інформації» (англ. «best decision with the information available to me at the time»).
Вейн також сказав, що відчував, що «Apple» «буде вдалою компанією, але, в той же час, підводні камені будуть зустрічати її на всьому життєвому шляху» (англ. «would be successful, but at the same time there would be bumps along the way»), і він «не міг ризикувати» (англ. «I could not risk it»). Вейн: "У мене був набагато більш невдалий досвід у бізнесі. Я старів, а цим двом все було дарма. Це все одно що тягнути тигра за хвіст, і я не міг більше з ними залишатися "(англ. "I had already had a rather unfortunate business experience before. I was getting too old and those two were whirlwinds. It was like having a tiger by the tail and I could not keep up with these guys. "). Збережи Вейн свої 10 %, на сьогоднішній день вони перетворилися б, за приблизним підрахунком «Gizmodo» (англ.), в 35 мільярдів доларів.
Вейн пручався спробам Джобса повернути його в «Apple», залишаючись працювати в «Atari» до 1978, коли він приєднався до Ліверморської національної лабораторії (англ. Lawrence Livermore National Laboratory) і, пізніше, до компанії з розробки електроніки в  Салінас. Він пішов на пенсію і продає марки, старі монети і золото зі свого будинку в  Парампе  (англ. Pahrump) і не володів технікою «Apple» до  5 вересня 2011, коли на конференції «Update» в  Брайтоні Арал Балкан подарував йому iPad 2.
Вейн на деякий час відкривав крамницю марок «Wayne's Philatelics» в Мілпітас (англ. Milpitas) наприкінці 1970-х. Після серії перерв він став займатися цим бізнесом в Неваді. Цікавий той факт, що на логотипі був зображений чоловік, що сидить під яблунею, а назва написано на обертаючою логотип стрічці. Він цікавий тому, що був створений для «Apple Computer».
Вейну належать 12 патентів, але вони ніколи не приносили йому достатньо прибутку.

## Твори
Вейн планує видати мемуари під назвою «Adventures of an Apple Founder» (укр. «Пригоди засновника „Apple“»), спочатку ексклюзивно доступні через додаток «iBooks», а потім і у великих книжкових магазинах в 2011.
Вейн також написав соціально-економічний трактат «Insolence of Office», який він називає
|  | Результатом десятиліть досліджень і спостережень за розвитком управління людьми та засадами Американської конституційної республіки. Цей аналіз дає читачеві завершене, до того ж спрощене, уявлення про те, як влаштована Конституція, які її основи, принципи, а також подання про її структуру в сучасному контексті. |

«Insolence of Office» вийшов у світ в 2011 році.

## Особисте життя
Рональд Вейн гей.

## Документальні фільми
Вейн знявся в документальному фільмі «Welcome to Macintosh» (укр. «Ласкаво просимо в „Макінтош“»), в якому він розповідає про Стіва Джобса, Стіва Возняка і «Apple Computer».